# Gare de Vendlincourt
La gare de Vendlincourt est une gare ferroviaire suisse de la ligne de Porrentruy à Bonfol. Elle est située à l'est du centre de la localité de Vendlincourt sur le territoire de la commune du même nom, dans le Canton du Jura.

## Situation ferroviaire
Établie à 448 mètres d'altitude, la gare de Vendlincourt est située au point kilométrique (PK) 8,38 de la ligne de Porrentruy à Bonfol, entre les gares de Alle et de Bonfol.

## Histoire
La venue du chemin de fer sur la commune prend forme le 5 octobre 1898 lorsque le choix du tracé passant par Vindlincourt et fait par les actionnaires du chemin de fer de Porrentruy à Bonfol.
La gare de Bonfol est mise en service le 14 juillet 1901, lors de l'inauguration de la ligne de Porrentruy à Bonfol.
La ligne et la gare sont électrifiées en 1952.
En 2020, dans le cadre des mesures de pérennisation de la ligne, la gare a été refaite à neuf, légèrement au sud de l’ancienne. Les travaux ont permis le renouvèlement de la voie ainsi que la réalisation d’un nouveau quai respectant les normes handicap (LHand) équipé d’une marquise à voyageurs et d’une signalisation moderne.

## Service des voyageurs

### Accueil
La gare n’a pas de personnel. Elle est équipée d’un automate à billets et d’un auvent à voyageurs.

### Desserte
Vendlincourt est desservie par des trains Regio des Chemins de fer du Jura (CJ) de la relation Porrentruy - Bonfol.

### Intermodalité
La gare dispose d’un abri à vélos, de places de parc et d’une borne de recharge pour véhicules électrique. Il n’y a pas d’autres transports en commun à proximité.